# Denys Ulutin
Denys Wałerijowycz Ulutin, ukr. Денис Валерійович Улютін (ur. 18 kwietnia 1982) – ukraiński urzędnik państwowy, w latach 2020–2025 pierwszy wiceminister finansów, od 2025 minister polityki społecznej, rodziny i jedności.

## Życiorys
W 2003 ukończył finanse na Narodowej Akademii Państwowej Służby Podatkowej Ukrainy, na tej samej uczelni w tej dziedzinie uzyskał w 2004 magisterium. Podjął pracę w administracji publicznej jako urzędnik Państwowej Administracji Podatkowej Ukrainy. Od 2010 był zatrudniony w kancelarii premiera. W latach 2016–2018 kierował służbą patronacką w resorcie finansów. W kwietniu 2019 objął stanowisko zastępcy sekretarza stanu w sekretariacie gabinetu ministrów, a w kwietniu 2020 został pierwszym wiceministrem finansów.
W lipcu 2025 powołany na urząd ministra polityki społecznej, rodziny i jedności w utworzonym wówczas rządzie Julii Swyrydenko.